# Estació d'Alboraia-Palmaret
L'estació d'Alboraia Palmaret (del 2010 al 2015, oficialment i en castellà, estació d'Alboraya-Palmaret i anteriorment, estació de Palmaret) és una estació de ferrocarril propietat dels Ferrocarrils de la Generalitat Valenciana (FGV) i gestionada per Metrovalencia al barri del Palmaret del municipi d'Alboraia, a l'Horta Nord, País Valencià. L'estació pertany a les línies 3 i 9, així com a la zona tarifària A.

## Història
L'estació original va ser creada el 5 de maig de 1995 amb la inauguració de la línia 3 amb el nom inicial d'estació de Palmaret, sent el trajecte original entre la present estació i la de l'Alameda. En el seu origen, l'estació es trobava a nivell de carrer.
El 12 de desembre de 2010 es reinaugurà l'estació amb motiu del soterrament de la línia a Alboraia i es creà un nou edifici a més de ser reanomenada com a estació d'Alboraya-Palmaret. El 6 de març de 2015, s'inaugurà la nova línia 9 que connecta Alboraia amb el sud del Camp de Túria, sent l'estació d'Alboraia-Palmaret la segona estació d'inici de la nova línia.

## Distribució
Amb el soterrament de les vies al seu pas per Alboraia el 2010, es va enderrocar l'antiga estació de Palmaret, situada arran de terra, i es va substituir per l'actual i subterrània. És una estació subterrània, amb accés a l'avinguda de l'Orxata.
L'estació és un projecte de Carlos Meri i Lourdes García Sogo. Té una obra làpida-mural de Carmen Calvo Sáenz de Tejada que es realitzà mitjançant un concurs convocat per la Conselleria d'Obres Públiques, Urbanisme i Transports de la Generalitat Valenciana.

## Ruta
| Procedència/Destinació | <       | Línia | >                    | Procedència/Destinació |
| ---------------------- | ------- | ----- | -------------------- | ---------------------- |
| Aeroport               | Machado |       | Alboraia Peris Aragó | Rafelbunyol            |
| Riba-roja              | Machado | ...   | Alboraia Peris Aragó | Alboraia Peris Aragó   |

## Galeria

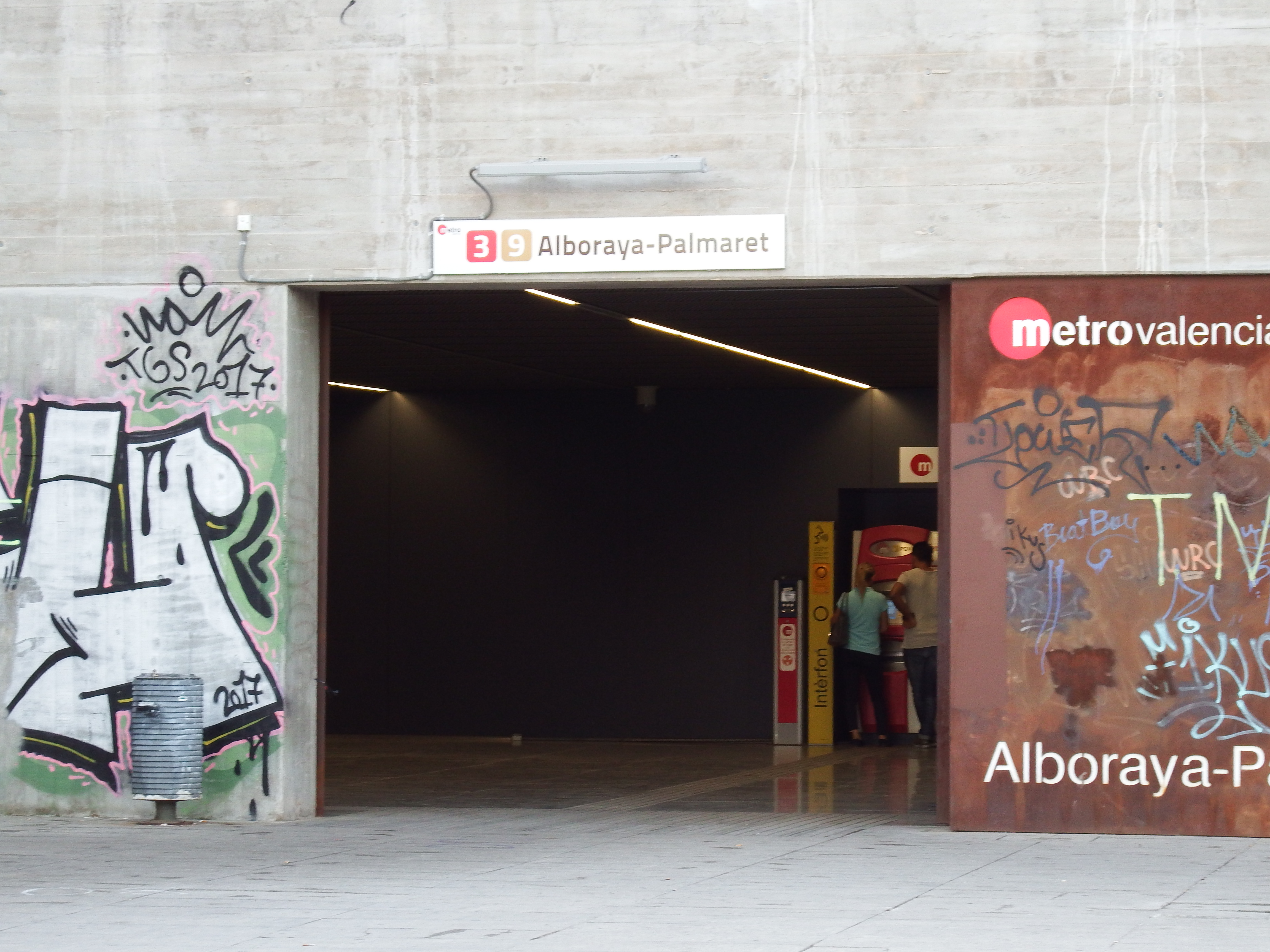
Accés a l'estació
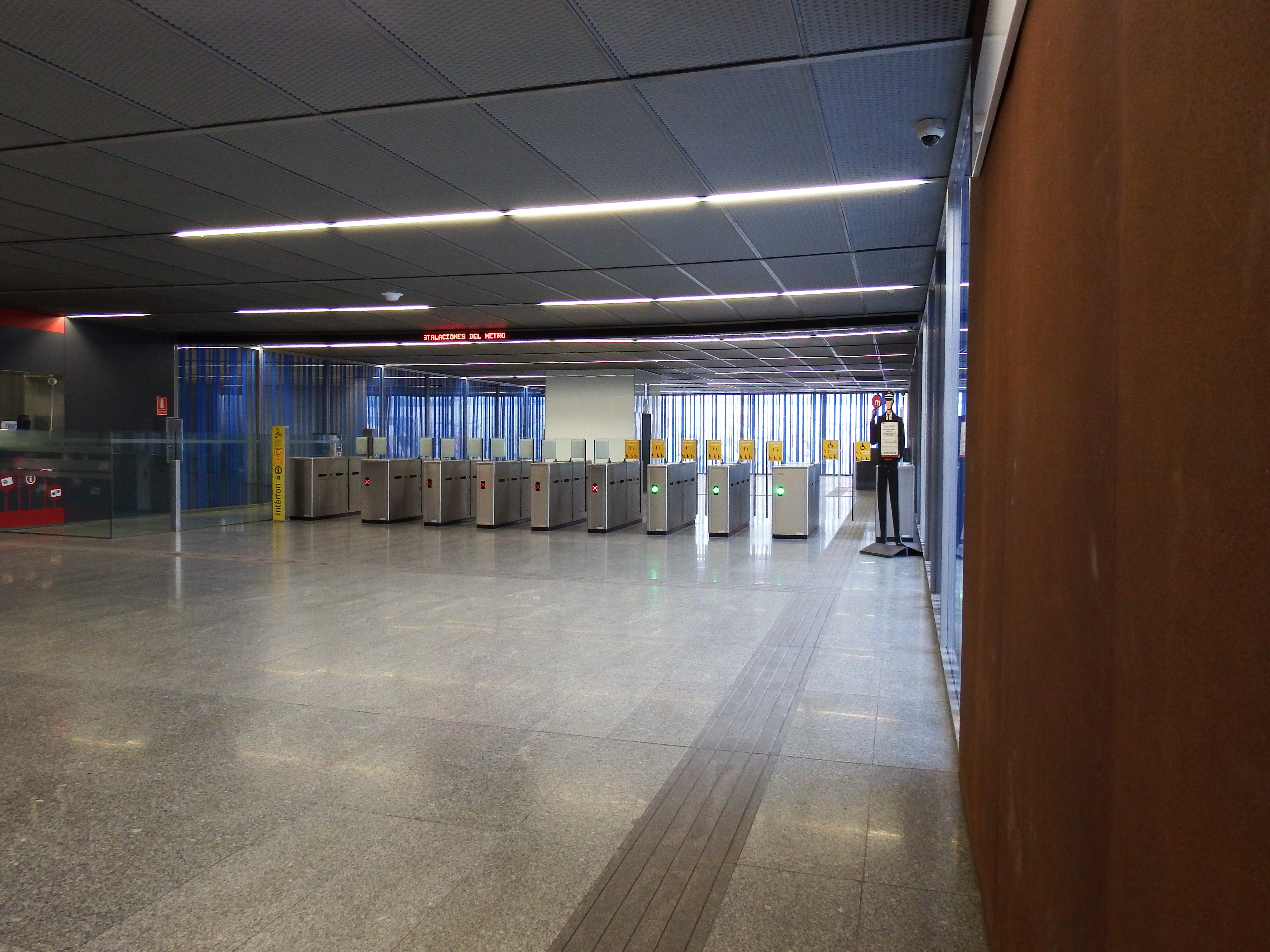
Accés a les andanes
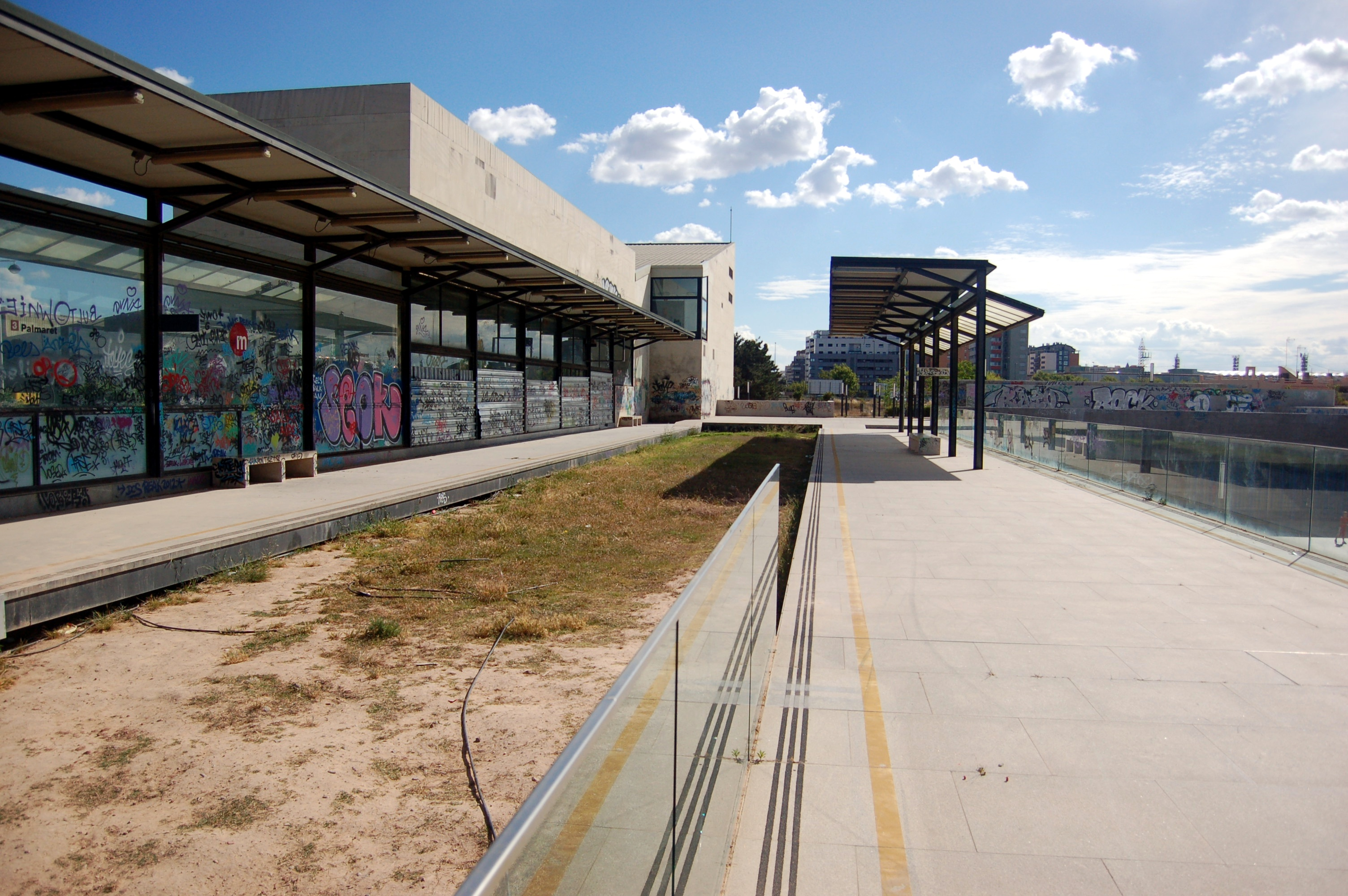
Exterior I
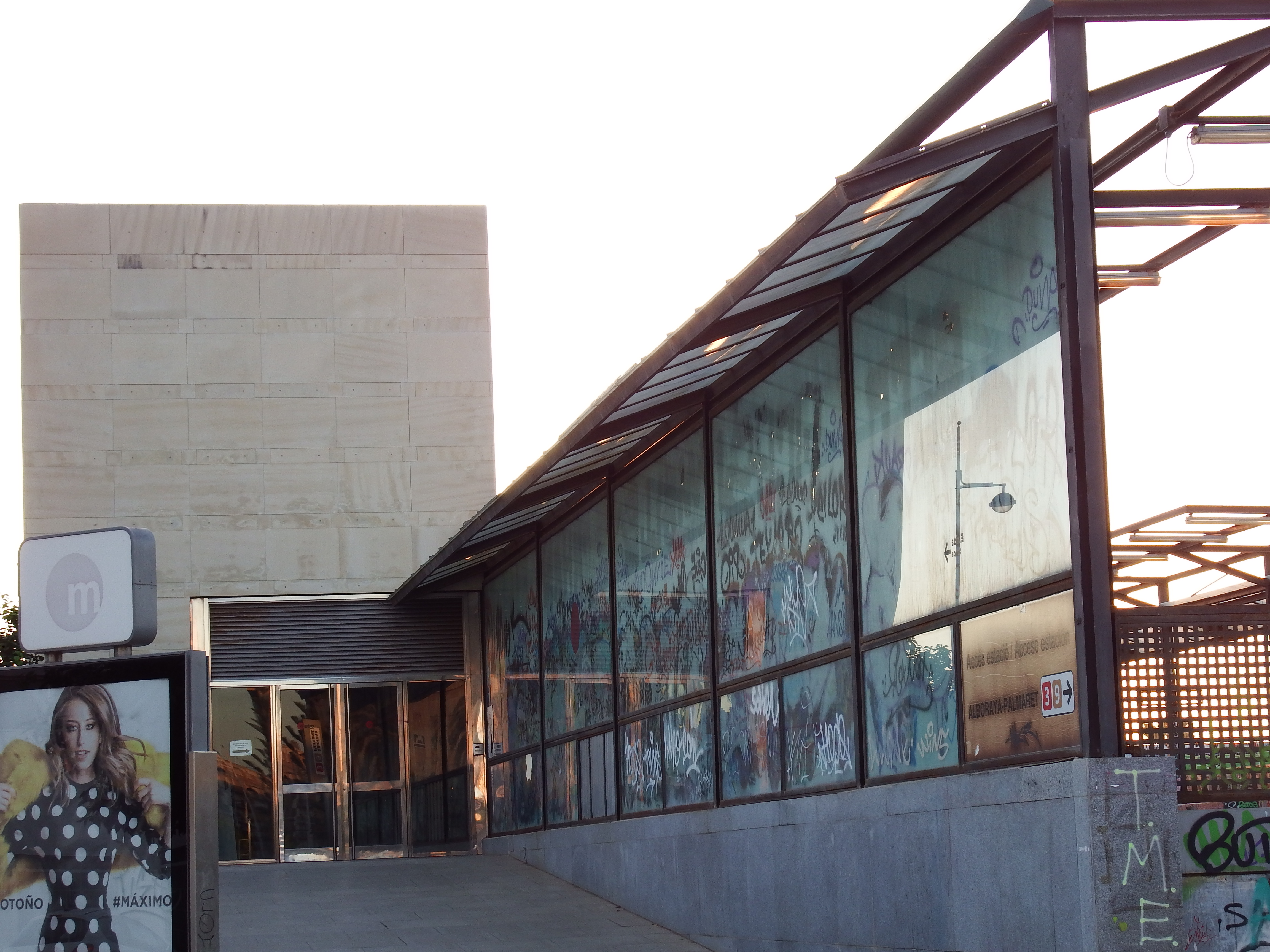
Exterior II